# Oreocereus
Oreocereus é um gênero botânico da família cactaceae.

## Sinonímia
- Arequipa Britton & Rose
- Arequipiopsis Kreuz. & Buining
- Morawetzia Backeb.
- Submatucana Backeb.

## Espécies
Oreocereus celsianus 

Oreocereus doelzianus

Oreocereus leucotrichus

Oreocereus ritteri

Oreocereus variicolor